# Фундаментальный анализ
Фундаментальный анализ (англ. Fundamental analysis) — термин для обозначения методов прогнозирования рыночной (биржевой) стоимости компании, основанных на анализе финансовых и производственных показателей её деятельности.
Фундаментальный анализ используется инвесторами для оценки стоимости компании (или её акций), которая отражает состояние дел в компании, рентабельность её деятельности. При этом анализу подвергаются финансовые показатели компании: выручка, EBITDA (Earnings Before Interests, Taxes, Depreciation and Amortization), чистая прибыль, чистая стоимость компании, обязательства, денежный поток, величина выплачиваемых дивидендов и производственные показатели компании.
«Внутренняя стоимость» в большинстве случаев не совпадает с ценой акций компании, которая определяется соотношением спроса и предложения на фондовом рынке. Инвесторов, использующих в своей деятельности фундаментальный анализ, интересуют в первую очередь ситуации, когда «внутренняя стоимость» акций компании превышает цену акций на бирже. Такие акции считаются недооцененными и являются потенциальными объектами инвестиций. Покупая недооцененные акции, инвесторы рассчитывают, что в условиях неэффективности рынка цена акций на фондовом рынке будет стремиться к «внутренней стоимости», то есть в случае недооцененных акций — будет расти. Это утверждение является обратным к постулату технического анализа, который утверждает, что вся существенная информация немедленно и в полной мере отражается на рыночной курсовой стоимости ценных бумаг. А этот принцип сводит на нет идею фундаментального анализа.
В основе американской школы фундаментального анализа лежит классический труд Бенджамина Грэма и Дэвида Додда «Анализ ценных бумаг» (англ. «Security Analysis»), опубликованный ими в 1934 году. Сам Грэм пользовался фундаментальным анализом на практике и был успешным инвестором. Один из наиболее известных последователей Грэма, использующих фундаментальный анализ — Уоррен Баффетт.
Фундаментальный анализ опирается на макроэкономические индикаторы и индексы деловой активности.
К примеру, фундаментальный анализ рыночной стоимости золота основывается на утверждении, что «как известно, золото — контрциклический биржевой товар, дорожающий в периоды низких ставок и дешевеющий в периоды растущих ставок», обычно, повышение ставки ФРС США и укрепление доллара к основным мировым валютам вызывает падение биржевой стоимости золота, аналогично снижает стоимость золота отсутствие глобальных рисков (золото всегда растет на опасениях войн и конфликтов).

## Критика
Критика фундаментального анализа в целом сводится к двум утверждениям: что, во-первых, он неосуществим, а во-вторых, даже если он всё-таки осуществим, он излишен и потому не нужен.
Неосуществимость фундаментального анализа аргументируется тем, что на формирование цены влияет огромное количество факторов, в том числе случайных и непредсказуемых, и учесть все факторы невозможно в принципе, тем более что заранее неизвестно, какое влияние на цену может оказать то или иное событие (например, стихийное бедствие, с одной стороны, наносит урон национальной экономике, что должно привести к падению курса национальной валюты, а с другой — является стимулом для экономики, поскольку для преодоления последствий бедствия будут созданы новые рабочие места, сделаны заказы и т. п., а это способствует росту курса).
Утверждение о ненужности фундаментального анализа направлено, главным образом, против утверждения, что фундаментальный анализ позволяет выявить господствующую тенденцию (тренд на рынке): если цена склонна к росту или падению, это и так видно по биржевым графикам, если же тенденции в данный момент нет, то фундаментальный анализ бесполезен.
Невозможно оценить качество проделанного фундаментального анализа рыночной ситуации, поскольку, если фундаментальный прогноз оправдывается, это может быть просто результатом случайного везения, равно как и ошибочность прогноза может быть результатом случайного невезения.